# Briljantina (muzikal)
Briljantina (Grease) je odrski muzikal. Premierno je bil uprizorjen 1971 v Chicagu na odru Kingston Mines Theatre. Glasba je delo Warrena Caseyja in Jima Jacobsa.
Pripoveduje zgodbo skupine dijakov iz časov dobe rokenrola in vroči šolski ljubezni.
K svetovni slavi muzikala je pripomogla filmska različica iz leta 1978 v režiji Randala Kleiserja z Johnom Travolto in Olivio Newton-John v glavnih vlogah, pri glasbi pa je pomagal Michael Gibson.

## Slovenska različica
Prva slovenska različica je bila predstavljena 15. decembra 2005 v šentjakobskem gledališču v koreografiji Mojce Horvat. V treh sezonah so izvedli 43 ponovitev.

### Ustvarjalci
- Prevajalec: Andrej Rozman - Roza
- Režiser: Mojca Horvat
- Scenograf: Nino Kozlevčar
- Kostumograf: Vlasta Klobasa
- Koreograf: Mojca Horvat
- Glasbeno spremljanje: Bitch Boys
- Korepetiranje: Jože Šalej

### Zasedba
- Laura Zafred - Sandy Dumbrovsky
- Elena Volpi - Sandy Dumbrovsky
- Primož Vrhovec - Nickie
- Samo Ravnikar - Roger
- Saša Alič - Cha-Cha
- Žana Močnik - Cha-Cha
- Ana Arh - Jan
- Vlasta Merc - Jan
- Maja Breznik Kuklec - Miss Lynch
- Jan Bučar - Danny Zuko
- Nino Kozlevčar - Danny Zuko
- Boris Car - Vince Fontana
- Mario Dragojević - Evgenij
- Saša Hodnik - Rizzo
- Maja Martina Merljak - Rizzo
- Samo Kozlevčar - Sonny
- Matevž Müller - Sonny
- Katja Kravanja - Frenchy
- Jerica Majerhold Ostrovršnik - Frenchy
- Miha Ložar - Doody
- Nives Mikulin - Miss Lynch
- Uršula Ana Mrežnar - Marty

2x je bila razprodana tudi v veliki hali Tivoli, kjer je 7. decembra 2008 debitiral tudi Dejan Vunjak (vloga Sonny).
Nastopali so tudi Laura Zafred (glavna ženska vloga Sandy), Luka Markus Štajer (glavna moška vloga Danny), Branko J. Vunjak (vloga Fontana), Tina Vunjak (vloga Marty) ter ostali igralci, pevci in plesalci (m/ž), ki so bili sprejeti na naslednji avdiciji muzikla Briljantina (Šentjakobsko gledališče Ljubljana, npr. vloga Frenchy - Darja Pristovnik k.g., vloga Doody - Jaka Žilavec, vloga Miss Lynch - Dijana Mikić).
2007 je pri Dallas Records izšel album z glasbo iz mjuzikla (skupina Bitch Boys in igralci iz mjuzikla).
Druga slovenska različica je bila predstavljena 2018 v produkciji podjetja Prospot v sodelovanju s Festivalom Ljubljana in v režiji Juga Radivojevića.

### Ustvarjalci
- producent: Jurij Franko
- režiser: Jug Radivojević
- prevod in priredba pesmi v slovenski jezik: Tomaž Domicelj
- prevod dialogov: Boštjan Gorenc – Pižama
- glasbeni vodja: Patrik Greblo
- koreografinja: Milica Cerović, asistent: Matevž Česen
- scenograf: Aleksandar Denić

### Zasedba
- Saša Lešnjak - Sandy Dumbrovsky
- Luka Markus Štajer - Danny Zuko
- Janez Hočevar - Eugen
- Gojmir Lešnjak - Eugen
- Alenka Tetičkovič - ravnateljica
- Uroš Smolej - Vince fontain/Angel
- Domen Valič - Vince Fontain/Angel
- Mariša Jagodič - Rizzo